# Église Notre-Dame de Macau
Pour les articles homonymes, voir Église Notre-Dame.
L'église Notre-Dame de Macau est une église catholique située à Macau, en France.

## Localisation
L'église est située dans le département français de la Gironde et la région Nouvelle-Aquitaine, sur la commune de Macau, à l'extrémité est du bourg.

## Historique
Un édifice préexistant est attesté par un texte de donation daté de 1027, du duc d'Aquitaine Guillaume V au monastère Sainte-Croix de Bordeaux.
L'église actuelle est postérieure, en particulier le clocher daté du XIIe siècle. La nef est reconstruite au XVe siècle et diverses parties de l'église sont remaniées aux XVIIe, XVIIe et XIXe siècles,.
Le clocher de l'église Notre-Dame de Macau est classé au titre des monuments historiques par arrêté du 22 septembre 1893.

## Architecture
À l'extérieur, le clocher carré du XIIe siècle a une hauteur de 22 mètres pour un côté de 7 mètres et s'élève sur trois niveaux. Deux fenêtres « d'inspiration romane » se trouvent au rez-de-chaussée et le dernier niveau est percé sur chaque face de quatre baies en plein cintre à fines colonnettes sculptées.
L'église possède une nef de quatre travées entourée de deux bas-côtés précédés d'un avant corps surmonté d'une tribune accueillant un orgue daté de 1867. Des fenêtres à arc brisé percent les élévations latérales et le chœur de l'église est entièrement peint.

## Mobilier
L'église abrite du mobilier protégé des monuments historiques à titre objet en particulier le maître autel en marbre du XVIIIe siècle et le tabernacle du maître autel du XVIIe siècle en bois doré.

## Galerie

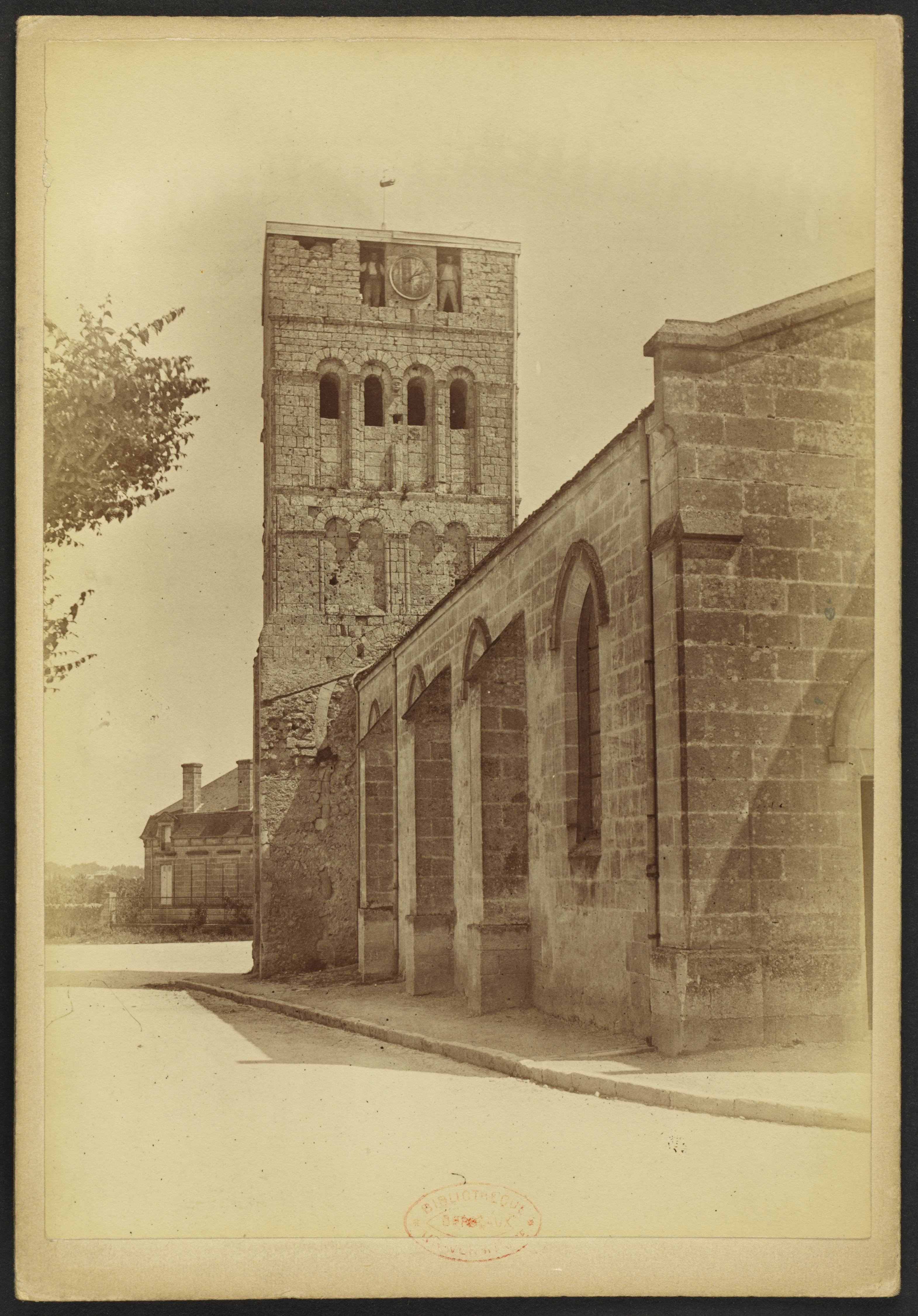
L'église fin XIXe siècle / Début XXe siècle
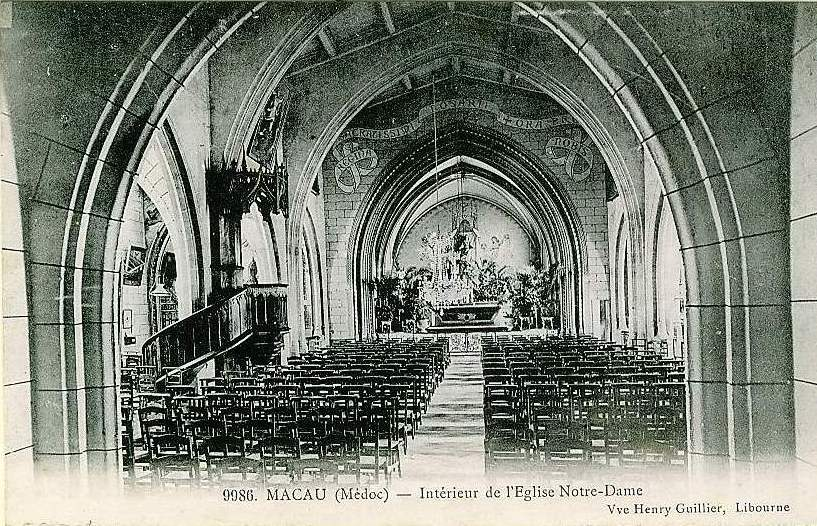
Intérieur de l'église vers 1900-1920
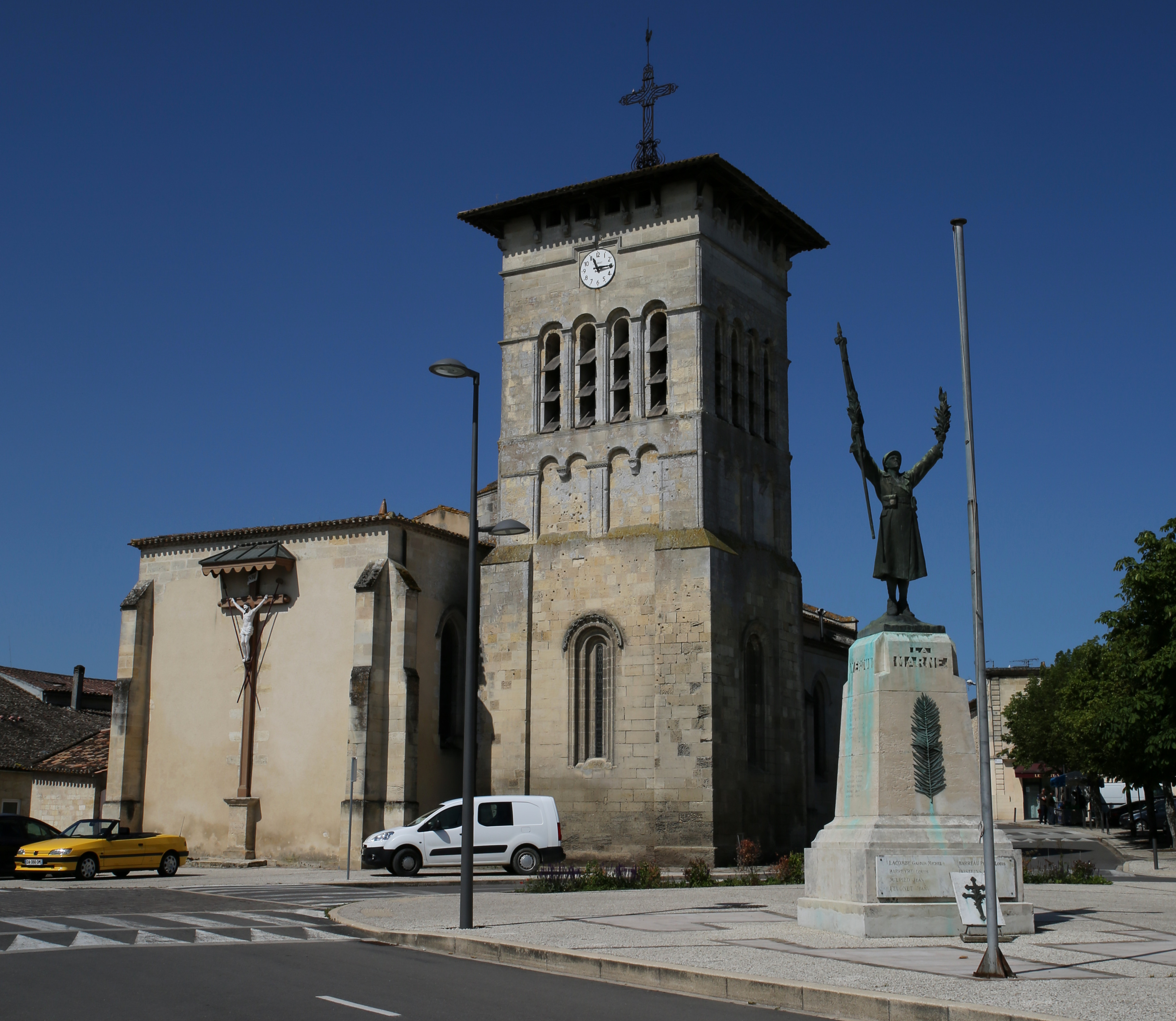
Clocher de l'église
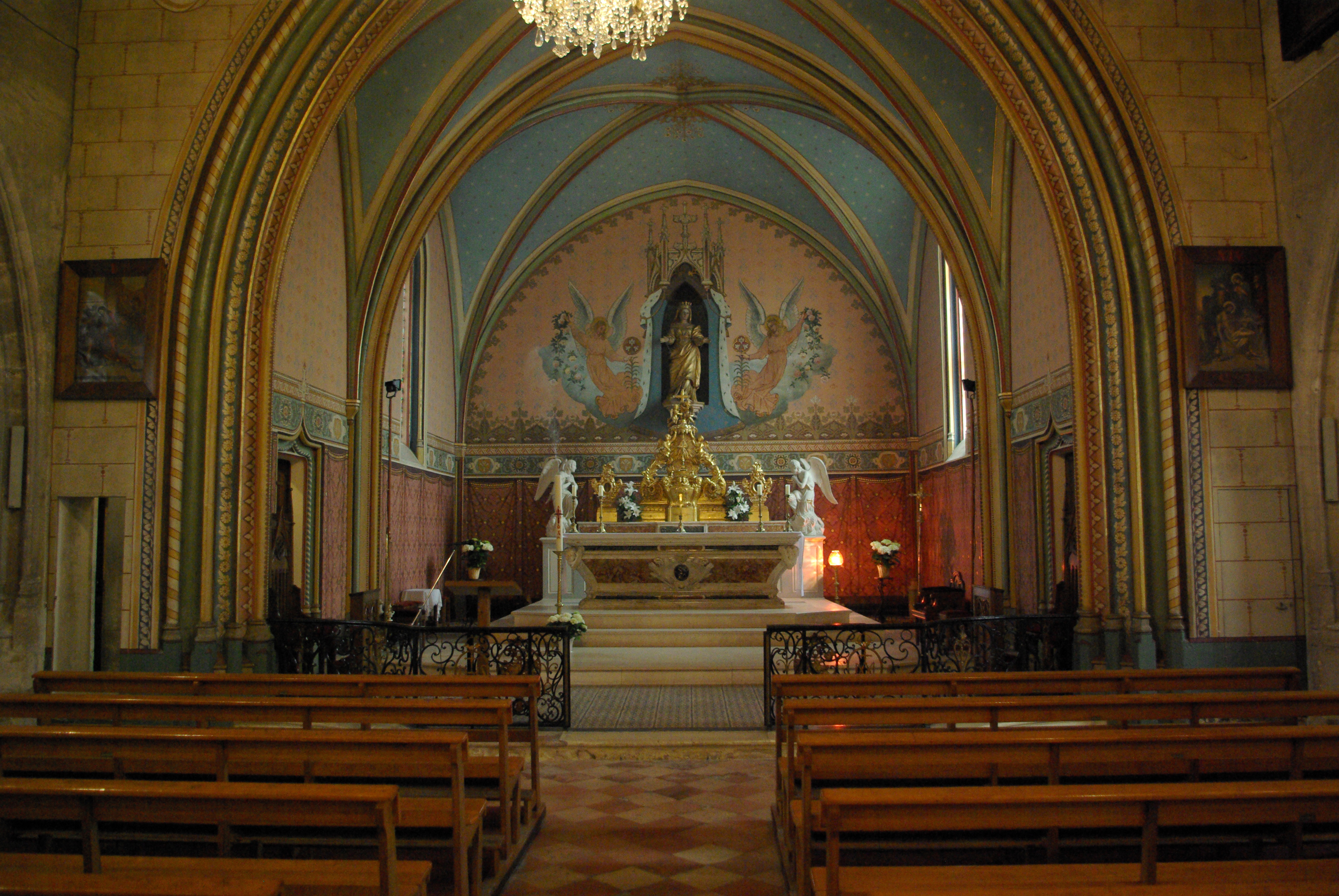
Intérieur de l'église
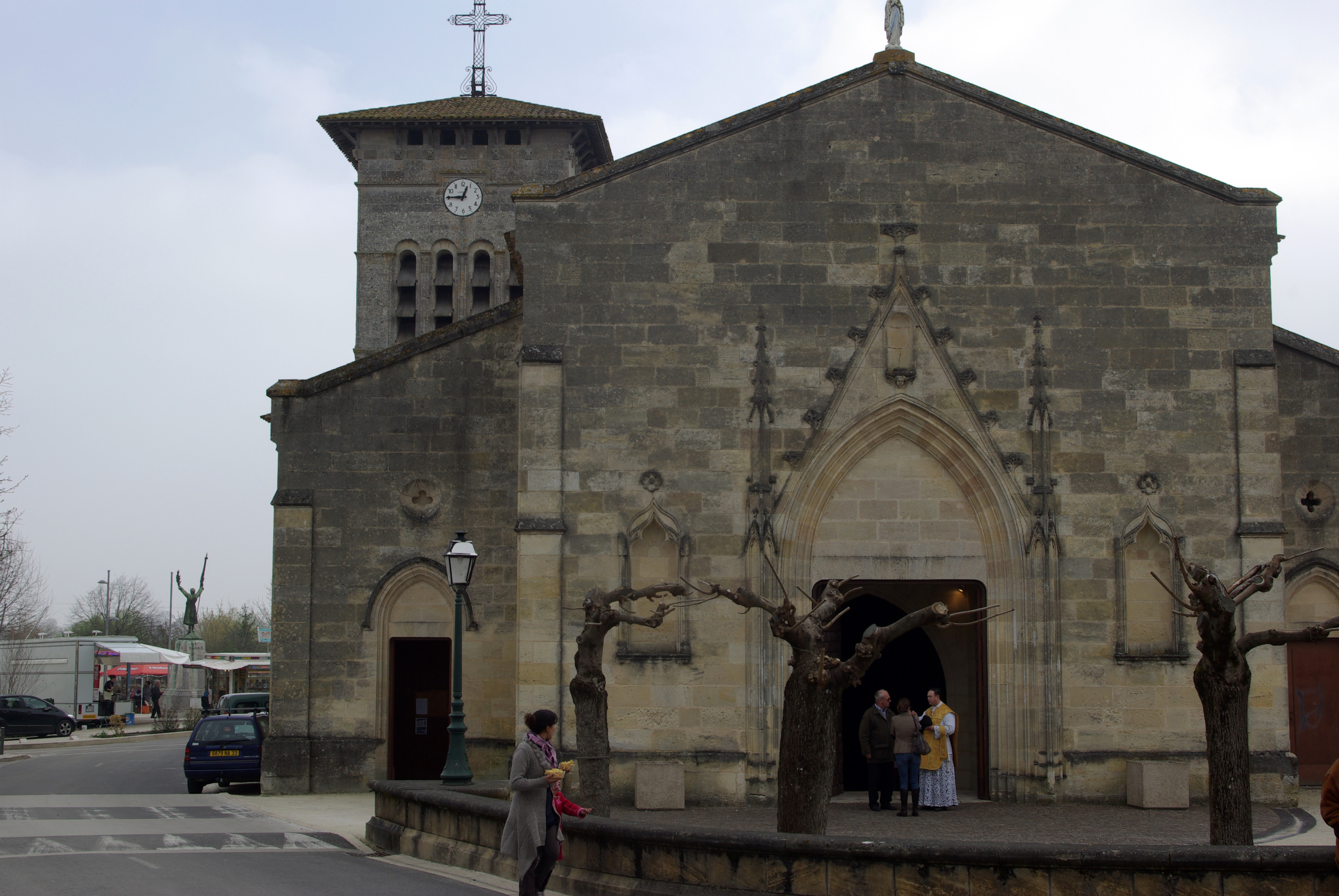
Façade et portail d'entrée